# Székelyudvarhelyi kódex
A Székelyudvarhelyi kódex apácák számára készült vegyes tartalmú kéziratos ferences kódex 1526–28-ból.

## Leírás
Öt, eredetileg különálló részekként használt, majd később egybekötött fejezetből áll. Legterjedelmesebb részét valószínűleg Nyújtódi András ferences szerzetes fordította és másolta húga, egy Judit nevű apáca számára.
Több részt tartalmaz, köztük Judit könyvének fordítását, a  legrégebbi magyar katekizmust, egy halálról szóló elmélkedést és példagyűjteményt, két szerzetesi életre vonatkozó elmélkedést és a vasárnapi evangéliumi olvasmányoknak egy hiányos sorozatát.
Saját feljegyzéseiből tudható, hogy a kódex 1810-ben Fancsali Dániel tulajdonában volt, ő adományozta a székelyudvarhelyi katolikus gimnázium könyvtárának. 1876-ban itt találta meg Szabó Sámuel kolozsvári református kollégiumi tanár.  2001-től a székelyudvarhelyi római katolikus plébániában őrzik.
A kézirat több nyomtatott kiadást is megért:
- Székelyudvarhelyi kódex. Kiad. Katona Lajos. Bp., 1908. (Nyelvemléktár 15.)
- Székelyudvarhelyi kódex. Kiad. N. Abaffy Csilla. Uo., 1993. (Régi magyar kódexek 15.)